# سيفميتازول
سيفميتازول Cefmetazole هو مضاد حيوي من السيفالوسبورينات الجيل الثاني.

فعال ضد طيف واسع من الجراثيم المكورات العنقودية الذهبية Staphylococcus aureus، المكورات العنقودية سلبية المخثرة Coagulase negative Staphylococci، العقدية الرئوية، أنواع العقديات (يعد أقل فعالية لايجابيات الغرام مقابل الجيل الأول والثاني من السيفالوسبورينات)، والمستدمية النزلية، الموراكسيلة النزلية، التهاب السحايا النيسيري، النيسرية البنية، الأمعائيات، أنواع القولونية العصوانية E. coli Bacteroides spp.

## آلية العمل
تعمل السيفالوسبورينات كقاتلة للجراثيم عن طريق التداخل مع اصطناع جدار الخلية الجرثومية وعبر تثبيط ربط الببتيدوغليكان. ويعتقد أيضا السيفالوسبورينات أن تلعب دورا في تفعيل الautolysins البكتيري الذي قد يسهم في تحلل الخلايا البكتيرية.

## الآثار الجانبية
- فرط الحساسية: طفح، شرى، حكة،تأق، وذمة وعائية، فرط الحمضات.
- الأعراض الدموية: نقص بروثرومبين الدم، وقلة العدلات، قلة الكريات البيض، نقص الصفيحات.
- الجهاز الهضمي GI: الإسهال.
- الكلى: التهاب الكلية الخلالي.[5][6]

## الجرعة
- البالغين: 2 غ وريديا كل 6-12 ساعة.
- الأطفال: لا يوصى به.[7]

### السمية
LD50 عن طريق الفم في الجرذان 3204 ملغ / كغ. مع غيرها من المضادات الحيوية B-اكتام، وقد شملت الآثار السلبية التالية عند زيادة الجرعة، الغثيان، والتقيؤ، وضيق شرسوفي، والإسهال، والتشنجات.